# Ветропарк Чибук I
Ветропарк „Чибук I” највећи је ветропарк у Србији. Налази се у близини места Мраморак на територији општине Ковин у јужном Банату. Пуштен је у рад у октобру 2019. године. Састоји се од 57 турбина, укупног капацитета 158 мегавата, што омогућава снабдевање електричном енергијом око 113.000 домаћинстава.